# Christoph Gallio

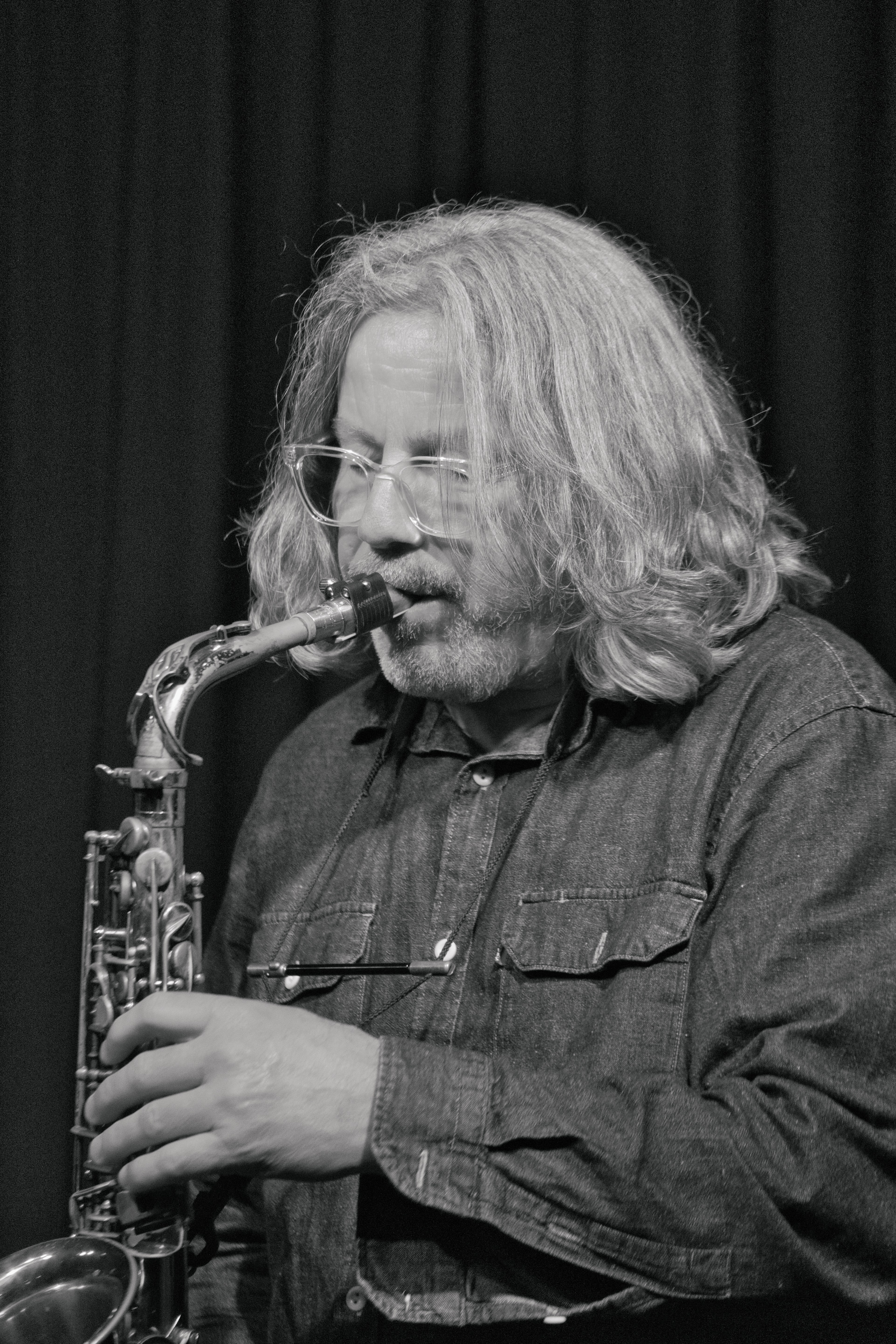
Christoph Gallio im club W71, 2024

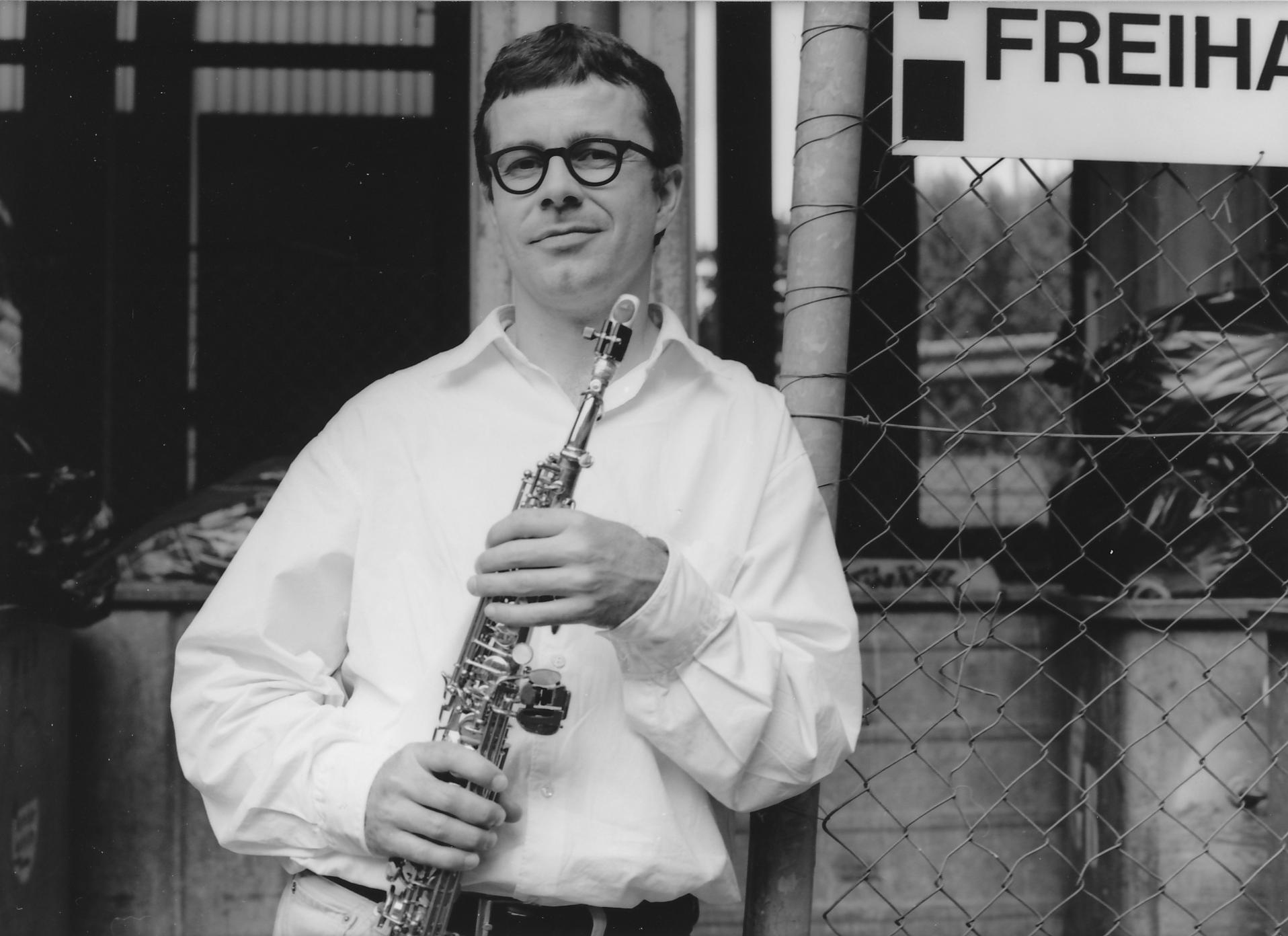
Christoph Gallio in den 1990ern

Christoph Gallio (* 21. Mai 1957 in Winterthur) ist ein Schweizer Musiker (Altsaxophon, Sopransaxophon) und Komponist im Bereich des Free Jazz und der Neuen Improvisationsmusik.

## Leben und Wirken
Der in Baden lebende Gallio ist zunächst Autodidakt. Er studierte Saxophon bei Iwan Roth am Konservatorium Basel, und Musik bei Steve Lacy in Paris. Er absolvierte einen Masterstudiengang in Transdisziplinarität an der Zürcher Hochschule der Künste.
Gallio bildete seit Anfang der 1990er Jahre mit dem Bassisten Lindsay L. Cooper und dem Schlagzeuger Dieter Ulrich die Formation Day & Taxi, zu der 1997 Dominique Girod für Cooper, schliesslich Daniel Studer und Marco Käppeli in die Band kamen. 2014 leitet er die Bands Day & Taxi (mit nun Silvan Jeger und David Meier), Mösiöblö (mit Sylvia Nopper, Marino Pliakas und Thomas Eckert) und Rosen für Alle (mit Jan Roder und Oliver Steidle). Mit dem bildenden Künstler Beat Streuli verbindet ihn eine lange Zusammenarbeit. Das jüngste gemeinsame Projekt ist die interdisziplinäre Performance Road Works (mit Andrea Neumann, Ernst Thoma, Dominique Girod und Julian Sartorius). Er wurde bekannt durch seine Arbeit mit Musikern der europäischen Free-Jazz- und Avantgardeszene seit 1977, wie Irène Schweizer, Urs Voerkel, Urs Blöchlinger, Fred Frith, Stephan Wittwer, Robert Dick, William Parker, Rashied Ali und Phil Minton. 1986 gründete Gallio das Label Percaso. Gallio arbeitete zudem in Solo-, Duo- und Trio-Formationen mit Schweizer Kollegen sowie mit Chie Mukai, Matthew Ostrowski, Marianne Racine und Irène Aebi. Mit Roger Turner bildet er seit 2022 das Duo Gatu.
Gallio erhielt 1987 den Aktionskunstpreis der Stadt Basel sowie vom Kanton Aargau 2009 das Berliner Atelier und 2012 einen Werkbeitrag.

## Diskographische Hinweise
- Fishland (Percaso 1986)
- Mono (Unit 1994)
- À Gertrude Stein mit Ellen Christi, William Parker und Rashied Ali (Percaso, 1996)
- Cars & Variations / High Desert Songs (mit Irène Aebi, Chie Mukay, Alfred Zimmerlin, Matthew Ostrouwski, Stephan Wittwer, Fredi Lüscher, Lindsay L. Cooper, Dieter Ulrich) (Percaso, 1994)
- Soziale Musik (Vexer Verlag 2010)
- Christoph Gallio / Paula Shocron / Pablo Diaz: Statements (2018)
- Christoph Gallio, Dominic Lash, Mark Sanders: Live at Cafe Oto London (Ezz-thetics, 2023)

Mit Day & Taxi
- All (Percaso, 1991)
- About (Percaso, 1997)
- Out (Percaso, 2006)